# Aktienbuch
Aktienbuch (Bezeichnung bis 2001) oder Aktienregister (heutige Bezeichnung) ist ein Register, das von Aktiengesellschaften geführt wird, die Namensaktien oder Zwischenscheine emittieren.

## Allgemeines
Während Inhaberaktien formlos durch bloße Einigung und Übergabe übertragen werden können (§§ 929 ff. BGB), gehören Namensaktien und Zwischenscheine zu den geborenen Orderpapieren, die zwecks Übertragung noch eines Indossaments bedürfen. Die Sonderform der vinkulierten Namensaktien macht deren Übertragung sogar von der Zustimmung der Aktiengesellschaft abhängig, wodurch zur Übertragung eine Zession erforderlich wird. Namensaktien und Zwischenscheine erfordern die Führung eines Aktienregisters durch die Aktiengesellschaft, sodass neben Indossament/Zession auch das Aktienregister die Verkehrsfähigkeit dieser Aktienarten behindert.

## Rechtsgrundlagen
In § 67 Abs. 1 Aktiengesetz (AktG) wird bestimmt, dass die Inhaber von Namensaktien zur Eintragung ins Aktienregister Namen, Geburtsdatum, Adresse, E-Mail-Adresse sowie die Stückzahl oder die Aktiennummer (bei Nennbetragsaktien den Betrag) mitzuteilen haben. Die Eintragung ins Aktienregister ist für den konstitutiven Rechtserwerb der Aktionärsrechte jedoch nicht notwendig, sondern dient lediglich der Legitimation gegenüber der Gesellschaft. Materiellrechtlich ist Aktionär, wer sich aufgrund einer lückenlosen Indossaments- oder Zessionskette ausweisen kann. Gleichwohl hat die Eintragung im Aktienregister Bedeutung für die Wahrnehmung der Rechte eines Aktionärs (§ 67 Abs. 2 AktG), sodass (im Verhältnis zur Gesellschaft) nicht als Aktionär gilt, wer nicht im Aktienregister als solcher vermerkt ist. Wer nicht im Aktienregister vermerkt ist, kann insbesondere nicht das Stimmrecht ausüben. Das gilt auch für die Übertragung von Namensaktien (§ 67 Abs. 3 AktG). Mitwirkende Kreditinstitute müssen als Verwahrer die erforderlichen Angaben den Aktiengesellschaften zur Verfügung stellen (§ 67 Abs. 4 AktG). Diese Regelungen sind auch auf Zwischenscheine anzuwenden (§ 67 Abs. 7 AktG). Die Wirkung der Eintragung im Aktienregister gemäß § 67 Abs. 2 AktG soll nach herrschender Meinung im Fall einer Unterschriftenfälschung bei Indossamenten oder Zessionen nicht eingreifen. Der im Aktienregister Eingetragene gilt im Verhältnis zur Gesellschaft unwiderlegbar als Aktionär mit allen Rechten. Die Eintragung ins Aktienregister ist eine formelle Teilnahmevoraussetzung für die Hauptversammlung.

## Inhalt

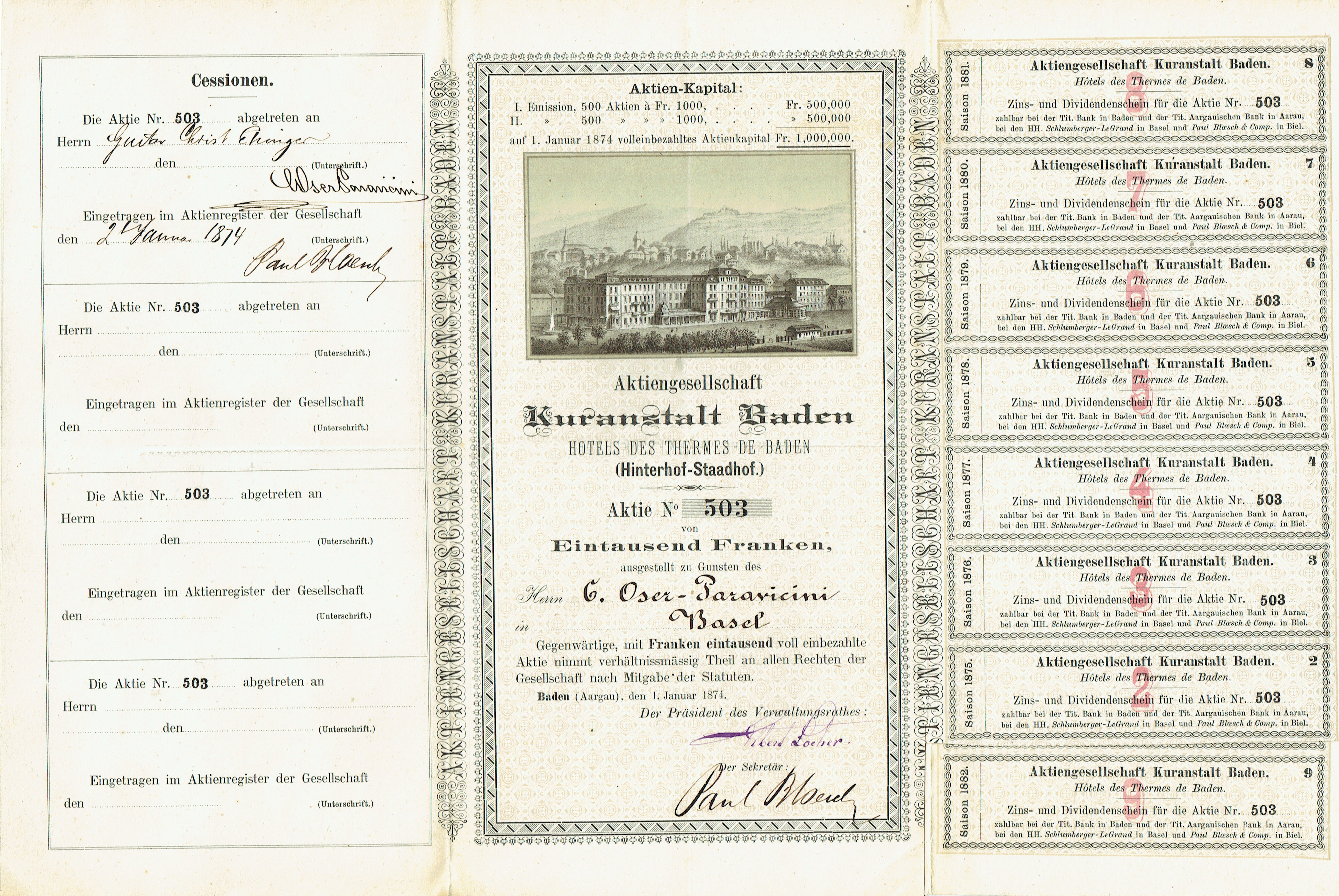
Namensaktie der Kuranstalt Baden vom 1. Januar 1874 mit Cessionen-Abschnitt, der die Eigentumsänderungen im Aktienregister dokumentiert.

Das Aktienregister dient der Gesellschaft zur sicheren Identifikation des Aktionärs und dazu, den Mitteilungspflichten gegenüber den Aktionären nachkommen zu können. Bei der personalistisch strukturierten, so genannten Kleinen Aktiengesellschaft kann es darüber hinaus auch dazu dienen, den Gesellschaftern Kenntnis über Veränderungen im Kreise der Mitgesellschafter zu verschaffen.
Das Aktienregister gibt die aktuelle Aktionärsstruktur und deren Veränderungen wieder. Aktienregisterführer kann sowohl die Gesellschaft sein oder eine von ihr hiermit beauftragte Registrargesellschaft. Diese führt dann das Aktienregister und kann darüber hinaus ggf. das Unternehmen bei der Ausrichtung der Hauptversammlung, PR-Maßnahmen oder Kapitalveränderungen unterstützen.
Der Inhalt eines Aktienregisters ist in § 67 Abs. 1 AktG abschließend aufgezählt. Danach ist es erforderlich, den Namen, das Geburtsdatum und die Adresse sowie die Stückzahl oder die Aktiennummer (bei Nennbetragsaktien den Betrag) einzutragen. Weitere Angaben dürfen nicht verlangt werden. Aufgrund dieser Informationen vermittelt das Register der Gesellschaft einen aktuellen Überblick über ihre Aktionäre, ihre soziodemografische Struktur und über die genauen Beteiligungsverhältnisse. Führen Aktiengesellschaften wegen ihrer Namensaktien ein Aktienregister, so können sie die Einladungen zur Hauptversammlung direkt an ihre Aktionäre versenden, ohne Depotbanken einschalten zu müssen. Aktionäre haben das Recht, einen Auszug aus dem sie betreffenden Inhalt des Aktienregisters zu erhalten (§ 67 Abs. 6 AktG).
Durch die im Aktienbuch enthaltenen Informationen ist es für die Gesellschaft einerseits möglich, mit ihren Aktionären in Kontakt zu treten (alle Aktionäre sind im Aktienbuch verzeichnet), andererseits ergibt sich dadurch auch ein gewisser Schutz vor unerwünschten Änderungen in der Aktionärsstruktur, da jeder Aktienkauf und Aktienverkauf im Aktienbuch eingetragen werden muss und sich anbahnende Verschiebungen der Mehrheitsverhältnisse frühzeitig sichtbar werden. Um sich vor einem freien Verkauf der Aktien an unbekannte Käufer zu schützen, gibt das Aktiengesetz der Aktiengesellschaft das Recht zur Ausgabe von vinkulierten Namensaktien, deren Kauf an die Zustimmung der Gesellschaft gebunden ist.

## Umschreibung
Die Umschreibung im Aktienregister als Folge einer Übertragung von Namensaktien geschieht auf Mitteilung. Die Löschung des Veräußerers und die Eintragung des Erwerbers erfolgt im Wege der automatischen Einspeisung der Daten der Wertpapiersammelbank in das elektronische Aktienregister. Die Datenübermittlung gilt zugleich als Mitteilung zur Umschreibung. Diese Mitteilung wird in der Praxis von den beteiligten Kreditinstituten unter Mitwirkung der Wertpapiersammelbank im Interesse von Erwerber und Veräußerer erfolgen.
In Deutschland betreibt die Clearstream Banking AG (früher Deutsche Börse Clearing) zur Abwicklung von Namensaktien das System Cascade-RS, das zusätzlich auf elektronischem Wege die notwendigen Informationen zur Aktualisierung der angeschlossenen Aktienregister noch am Handelstag ermöglicht. Die Depotbanken übermitteln die Handelsdaten über das Wertpapier-Handelssystem (Cascade-RS) der Deutschen Börse AG elektronisch an das Aktienregister. Gemeldet werden Name, Anschrift, Nationalität und die Anzahl der Aktien. Die Banken informieren auch elektronisch über etwaige Adressänderungen.
Soll eine Umschreibung noch vor einer Hauptversammlung stattfinden, so können sich zeitliche Komplikationen ergeben. Während der Vorbereitung zur Hauptversammlung haben die Aktiengesellschaften ein besonders hohes Arbeitsaufkommen zu bewältigen, sodass kurz vor der Hauptversammlung oft keine Umschreibungen im Aktienregister mehr vorgenommen werden können. Nach einem Urteil des BGH hat eine Aktiengesellschaft das Recht, Umschreibungen im Aktienregister für einen gewissen Zeitraum vor Durchführung der Hauptversammlung aus arbeitstechnischen Gründen auszusetzen. Sie darf eine Bearbeitungszeit von sieben Tagen in Anspruch nehmen, um die Teilnehmerliste (§ 129 Abs. 1 Satz 2 AktG) und das Aktienregister in Übereinstimmung zu bringen. Der Gesetzgeber hat die ordnungsgemäße Vorbereitung der Hauptversammlung bei Namensaktien für so selbstverständlich erachtet, dass er ausdrücklich auf eine gesetzliche Regelung verzichtet hat. Die Bearbeitungszeit ist nicht auf den technisch unvermeidbaren Zeitraum beschränkt, sondern in Anlehnung an die demselben Zweck dienende Frist für den Zugang des Nachweises der Teilnahmeberechtigung bei Inhaberaktien (§ 123 Abs. 3 Satz 3 AktG a.F.) bzw. die Anmeldefrist (§ 123 Abs. 2 Satz 3 AktG a.F.) zu bestimmen. Scheitert die Umschreibung, weil die bei der Einladung zur Hauptversammlung von der Gesellschaft beanspruchte 7-tägige Bearbeitungszeit bereits begonnen hat, so gilt der betroffene Aktionär nicht als teilnahmeberechtigt.